# Amt Kollegiatstift

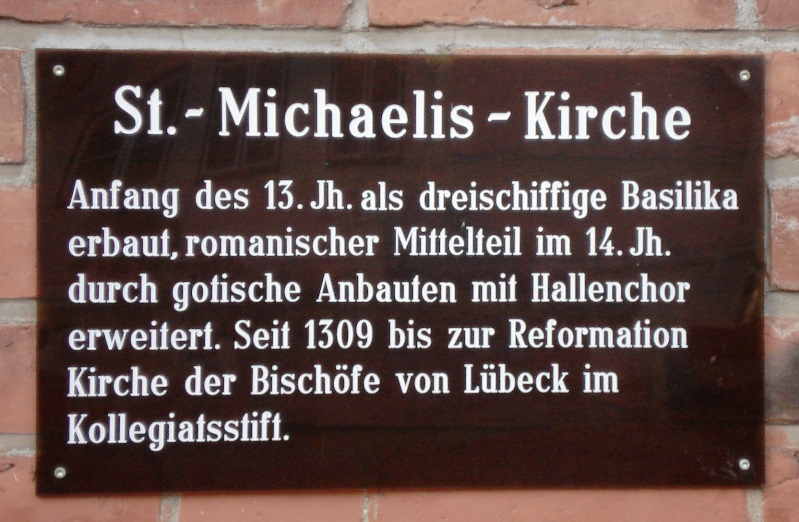
Tafel mit Nennung des Kollegiatstifts an der St.-Michaelis-Kirche in Eutin

Das Amt Kollegiatstift (auch Amt Collegiatstift) war ein Verwaltungsbezirk des Fürstentums Lübeck mit Sitz in Eutin.
Das Amt Kollegiatstift entstand 1804 aus den Besitzungen des (durch die Säkularisation) aufgehobenen (1308 errichteten) Kollegiatstifts Eutin und umfasste die Dörfer Altgalendorf, Nanndorf und Neuratjensdorf (heute Teile der Gemeinde Gremersdorf).
- 1825 wurden die Dörfer Techelwitz, Teschendorf (heute Teile der Gemeinde Gremersdorf), Klein Wessek (heute Teil der Stadt Oldenburg in Holstein) und (Teile von) Rellin (heute Teil von Heringsdorf (Ostholstein)) aus dem (in Bad Schwartau ansässigen) Amt Großvogtei ausgegliedert und in das Amt Kollegiatstift eingegliedert.

- 1843 ging das Amt Kollegiatstift (mit seinen Besitzungen) – im Rahmen des im Plöner Vertrag von 1842 vereinbarten Gebietsaustausches zwischen dem Fürstentum Lübeck und Holstein zur Bereinigung der verstreuten Besitzungen – an Holstein und wurde in das Amt Cismar eingegliedert. Im Detail gingen dabei
  - Altgalendorf,
  - das Dorf Klein Wessek,
  - Nanndorf,
  - Neuratjensdorf,
  - der zum Großherzogtum Oldenburg gehörende Teil an dem Dorf Rellin,
  - das Dorf Techelwitz,
  - Teschendorf

an Holstein.